# Марк-1

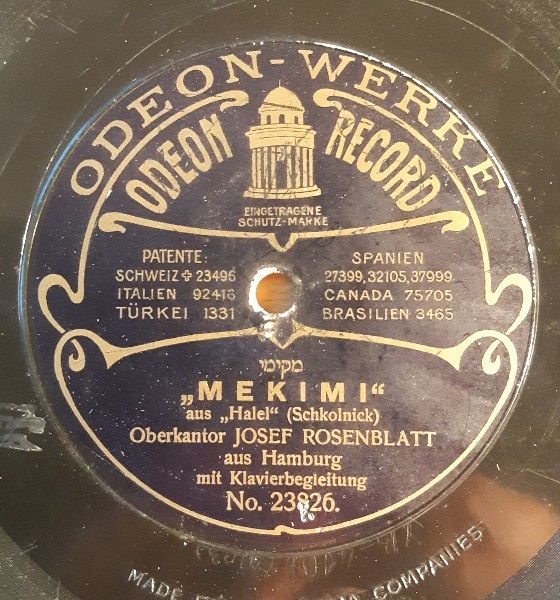
Фрэнк Розенблатт и «Марк-1» слева, ок. 1958

«Марк-1» (MARK 1) — первый в мире нейрокомпьютер, созданный в 1958 году Фрэнком Розенблаттом. Эта машина основана на понятии перцептрона — одной из первых моделей нейросетей. Несмотря на свою простоту, перцептрон способен обучаться и решать довольно сложные задачи.
23 июня 1960 года в Корнеллском университете был продемонстрирован первый нейрокомпьютер — «Марк-1», который был способен распознавать некоторые из букв английского алфавита.
Отчёт по первым результатам появился ещё в 1958 году — тогда Розенблаттом была опубликована статья «Перцептрон: Вероятная модель хранения и организации информации в головном мозге». Но подробнее свои теории и предположения относительно процессов восприятия и перцептронов он описывает в 1962 году в книге «Принципы нейродинамики: Перцептроны и теория механизмов мозга». В книге он рассматривает не только уже готовые модели перцептрона с одним скрытым слоем, но и многослойных перцептронов с перекрёстными (третья глава) и обратными (четвёртая глава) связями. В книге также вводится ряд важных идей и теорем, например, доказывается теорема сходимости перцептрона.